# Oberösterreichischer Musealverein
Der Oberösterreichische Musealverein, seit 2013 Gesellschaft für Landeskunde und Denkmalpflege Oberösterreich, ist ein 1833 gegründeter Verein zur Förderung der Landeskunde.

## Geschichte
Am 1. Oktober 1833 trat der Verein auf Betreiben des oberösterreichischen Landrates Anton von Spaun und des Geschichtsforschers und Florianer Chorherrn Franz Kurz ins Leben. Weitere Gründungsmitglieder waren Regierungspräsident Alois Ugarte, Bischof Gregor Thomas Ziegler, Graf Philipp Engl zu Wagrein, Freiherr Johann von Stiebar, der Linzer Bürgermeister Joseph Bischoff, der Vorstand der Linzer Kaufmannschaft Franz Planck und der Apotheker Anton Hofstätter. Am 19. November 1833 wurden die Statuten des Vereins von Kaiser Franz I. während seines Aufenthalts in Linz bestätigt. Der Verein, der damals mit vollem Namen „Verein des vaterländischen Museums für Oesterreich ob der Enns mit Inbegriff des Herzogthums Salzburg“ hieß, hatte unter anderem zum Ziel, ein Museum in Oberösterreich zu errichten. Als Vorbild diente dabei das 1811 gegründete Joanneum in Graz, ähnlich wie später das 1868 geschaffene Steiermärkische Landesarchiv als Vorbild zur Gründung des Oberösterreichischen Landesarchivs im Jahr 1896 diente. Anfangs war der jeweilige Statthalter bzw. Regierungspräsident Leiter des Vereins, ab 1869 ein eigens bestellter Vereinspräsident.
Bei der ersten Vollversammlung 1834 hatte der Verein bereits 719 Mitglieder. 1839 übernahm Erzherzog Franz Karl von Österreich die Schirmherrschaft, daher trägt das Museum in Linz den Namen „Francisco-Carolinum“. Im Jahr 1844 gründeten die dem Salzburgkreis zuzurechnenden Mitglieder einen eigenen Musealverein in Salzburg, wodurch sich sowohl die Zahl der Mitglieder als auch die Höhe der Zuwendungen halbierte und die Herausgabe des Musealblattes aus finanziellen Gründen Ende 1844 vorübergehend eingestellt werden musste. In dieser schwierigen Zeit kam dem Verein die Auffindung des keltischen Gräberfeldes Hallstatts durch den Salinen-Bergmeister Johann Georg Ramsauer zugute. Der Kustos des Vereines, Georg Weißhäupl, zeichnete den Plan des Leichenfeldes und getreue Abbildungen der Fundobjekte, und es wurde der Grundstock einer Sammlung keltischer Altertümer angelegt.
1884 wurde mit dem Bau des Museum Francisco-Carolinum (heute OÖ. Landesmuseum) begonnen, das am 29. Mai 1895 durch Kaiser Franz Joseph I. eröffnet wurde. 1896 wurde das OÖ. Landesarchiv gegründet.
1938 wurde zunächst der Verein untersagt, und Präsident Ignaz Zibermayr trat zurück. 1938 bis 1945 war der Verein unter dem Namen „Verein für Landeskunde und Heimatpflege im Gau Oberdonau“ mit dem „Museum des Reichsgaus Oberdonau“ betraut.
1946 erfolgte die Wiederherstellung des OÖ. Musealvereins unter Präsident Eduard Straßmayr. 1976 wurde der Vereinsname in „Oberösterreichischer Musealverein – Gesellschaft für Landeskunde“ geändert. 2013 vereinigte sich der Musealverein mit dem „Verein Denkmalpflege in Oberösterreich“ zur heutigen „Gesellschaft für Landeskunde und Denkmalpflege Oberösterreich“.

### Vereinsnamen
- 1833–1938 und 1946–1976: Verein des vaterländischen Museums für Oesterreich ob der Enns mit Inbegriff des Herzogthums Salzburg, kurz Oberösterreichischer Musealverein
- 1939–1945: Verein für Landeskunde und Heimatpflege im Gau Oberdonau
- 1976–2013: Oberösterreichischer Musealverein – Gesellschaft für Landeskunde
- seit 2013: Gesellschaft für Landeskunde und Denkmalpflege Oberösterreich

### Präsidenten
Präses:
- 1834–1855 Johann Ungnad von Weißenwolff
- 1855–1863 Johann Freiherr von Stiebar auf Buttenheim
- 1863–1869 Anton Ferdinand Ritter von Schwabenau

Präsidenten:
- 1869–1871 Karl von Hohenwart-Gerlachstein
- 1872–1875 Karl von Hohenlohe-Waldenburg
- 1875–1877 Otto von Wiedenfeld
- 1878–1879 Rudolf von Handel
- 1880–1883 Moritz von Az
- 1883–1885 Karl Obermüller (Vizepräsident)
- 1885–1889 Moritz von Eigner
- 1889–1891 Karl Obermüller (Vizepräsident)
- 1891–1907 Gandolf von Kuenburg
- 1907–1922 Julius Wimmer
- 1922–1938 Ignaz Zibermayr
- 1938–1944 Rudolf Lenk
- 1946–1959 Eduard Straßmayr
- 1960–1964 Herbert Jandaurek
- 1964–1991 Kurt Holter
- 1991–1994 Georg Heilingsetzer
- 1995–2000 Georg Wacha
- 2001–2010 Gerhard Winkler
- 2010–2019 Georg Spiegelfeld-Schneeburg
- seit 2019 Dominik Grundemann-Falkenberg

## Publikationen
Seit der Gründung im Jahr 1833 ist der Verein auch medial aktiv.
Schriftenreihen (Auswahl):
- Jahrbuch der Gesellschaft für Landeskunde und Denkmalpflege (1835–2013 Jahrbuch des Oberösterreichischen Musealvereines): Ein Teil der Beiträge aus den Jahrbüchern befinden sich als frei zugängliche PDF-Dateien in der Zoologisch-Botanischen Datenbank (ZOBODAT) oder im Forum oö geschichte.[5] Vom 112. Band (1967) bis zum 149. Band (2004) erschienen die Jahrbücher in zwei Teilen: Der Teil I (Abhandlungen) enthält die wissenschaftlichen Aufsätze und im Teil II (Berichte) werden die Tätigkeitsnachweise des Musealvereines und anderer Institutionen veröffentlicht.[6]
- Beiträge zur Landeskunde von Oberösterreich (1972–2004): Es erschienen 16 Bände in der historischen Reihe und drei Bände in der naturwissenschaftlichen Reihe.[5]
- Mitteilungsblätter der Gesellschaft für Landeskunde und Denkmalpflege, ehemals Mitteilungen aus dem OÖ. Musealverein (seit 1971).[5]

Vom Oberösterreichischen Urkundenbuch wurden zuerst folgende Bände herausgegeben:
- 1856: 2. Band mit den Urkunden von 777 bis 1230
- 1862: 3. Band mit den Urkunden von 1231 bis 1282
- 1867: 4. Band mit den Urkunden von 1283 bis 1307
- 1869: 5. Band mit den Urkunden von 1308 bis 1329
- 1872: 6. Band mit den Urkunden von 1330 bis 1346

Wichtige Urkunden des Oberösterreichischen Urkundenbuches sind im Online-Archiv Monasterium abrufbar.